# Игнипунктура
Игнипунктура (от лат. ignis, огонь + puncturа, прокалывание) — погружение с лечебной целью сильно нагретых прожигателей в различные ткани тела на разную глубину. 
В начале XX века для этой цели стал почти исключительно использоваться прижигатель Пакелена (термокаутер) . Он состоит из деревянной рукоятки, к которой привинчены различной формы наконечники из листовой платины (так называемые арматуры), устроенные в виде замкнутого полого футляра, в котором происходит сгорание бензина, вдуваемого с помощью обыкновенного пульверизатора.